# Université Renmin de Chine
L'université Renmin de Chine  (chinois simplifié : 中国人民大学 ; chinois traditionnel : 中國人民大學 ; anglais : Renmin University of China ; également connue sous le nom d'université Populaire de Chine), est l'une des universités chinoises. Elle est spécialisée dans les domaines des sciences économiques et de gestion, des arts et des sciences humaines, des sciences juridiques et politiques. Elle est située à Pékin.